# Adrian Parker
Adrian Parker (Croydon, 2 de março de 1951) é um ex-pentatleta britânico campeão olímpico. 

## Carreira
Adrian Parker representou seu país nos Jogos Olímpicos de 1976, na qual conquistou a medalha de ouro, por equipes, em 1976, e ficou em 5° no individual. 